# Catherine Allary
Pour les articles homonymes, voir Allary.
Catherine Allary (née Catherine Hélène Marie Werquin à Paris 14e le 22 juin 1945) est une actrice française.

## Biographie
Elle se fit surtout connaître dans l'émission télévisée Au théâtre ce soir et dans la série télévisée Les Brigades du Tigre. Le 10 juin 1991, elle épouse l'acteur Pierre Mondy.

## Filmographie

### Cinéma
- 1976 : À l'ombre d'un été de Jean-Louis Van Belle

### Télévision
- 1978 : Médecins de nuit de Philippe Lefebvre épisode : Christophe (série) : Mme Bonnard
- 1979 : Le tourbillon des jours (Série TV) : Mme Seignot
- 1982 : Les Brigades du Tigre (Série TV) : Elisabeth
- 1982 : Aide-toi... (Téléfilm)
- 1994 : Les Cordier, juge et flic (Série TV) : Mme Hamon

#### Au théâtre ce soir
- 1969 : George et Margaret de Marc-Gilbert Sauvajon d'après Gérald Savory et Jean Wall, mise en scène Jacques-Henri Duval, réalisation Pierre Sabbagh, Théâtre Marigny
- 1970 : Cherchez le corps, Mister Blake de Frank Launder, Sidney Gilliat, mise en scène Georges Vitaly, réalisation Pierre Sabbagh, Théâtre Marigny
- 1970 : La Roulotte de Michel Duran, mise en scène Alfred Pasquali, réalisation Pierre Sabbagh, Théâtre Marigny
- 1971 : Une histoire de brigands de Jacques Deval, mise en scène Jacques Mauclair, Théâtre Marigny
- 1971 : De doux dingues de Joseph Carole, mise en scène Jean Le Poulain, réalisation Georges Folgoas, réalisation Pierre Sabbagh, Théâtre Marigny
- 1972 : Le Fils d'Achille de Claude Chauvière, mise en scène Robert Manuel, réalisation Pierre Sabbagh, Théâtre Marigny
- 1972 : Les Français à Moscou de Pol Quentin, mise en scène Michel Roux, réalisation Georges Folgoas, Théâtre Marigny
- 1981 : Ce que femme veut d'Alfred Savoir et Étienne Rey, mise en scène Jean Kerchbron, réalisation Pierre Sabbagh, Théâtre Marigny

## Théâtre
- 1970 : La Puce à l'oreille de Georges Feydeau, mise en scène Jacques Charon, Théâtre des Célestins
- 1971 : La Maison de Zaza de Gaby Bruyère, mise en scène Robert Manuel, Théâtre des Nouveautés
- 1972 : Madame Pauline comédie musicale de Darry Cowl d'après La Maison de Zaza de Gaby Bruyère, mise en scène Darry Cowl, Théâtre des Variétés
- 1973 : Harold et Maude de Colin Higgins, mise en scène Jean-Louis Barrault, Théâtre Récamier
- 1974 : Le Suicidaire de Nikolaï Erdman, mise en scène Jean-Pierre Granval, Théâtre Récamier
- 1980 : Harold et Maude de Colin Higgins, mise en scène Jean-Louis Barrault, Théâtre d'Orsay